# Toba (langue)
Pour les articles homonymes, voir Toba.
Le toba (qom ou qomlaqtaq en toba) est une langue waykuruane parlée en Argentine dans l'Est des provinces de Chaco et de Formosa. Les deux-tiers des 25 000 locuteurs Tobas vivent en Argentine, mais la langue a aussi des locuteurs dans le Sud du Paraguay et dans l'Est de la Bolivie.

## Écriture
Plusieurs orthographes ont été utiisées pour l’écriture du toba.
| Majuscules | A | C | Ch | D   | E | Gu | H  | I | J | L | Ll | M | N | Ñ |
| Minuscules | a | c | ch | d   | e | gu | h  | i | j | l | ll | m | n | ñ |
|            |   |   |    |     |   |    |    |   |   |   |    |   |   |   |
| Majuscules | O | P | Q  | Qu' | R | S  | Sh | T | U | V | X  | Y | Ỹ | ʼ |
| Minuscules | o | p | q  | qu' | r | s  | sh | t | u | v | x  | y | ỹ | ʼ |

Certaines orthographes utilisent plutôt ‹ k › au lieu de ‹ c › ou ‹ qu › ; ‹ R › au lieu de ‹ d › ; ‹ ĝ › ou ‹ G › au lieu de ‹ x › ; ‹ j › au lieu de ‹ h › ; ‹ u › comme semiconsonne au lieu de ‹ hu › ; ‹ i › comme semiconsonne ou ‹ ÿ › au lieu de ‹ ỹ ›.